# Coupe arabe des clubs champions
Pour les articles homonymes, voir CACC.
Ne doit pas être confondu avec la Coupe arabe des vainqueurs de coupe.
La Coupe arabe des clubs champions (CACC ; en arabe : كأس العرب للأندية الأبطال)  est une compétition annuelle de football organisée par l'Union des associations arabes de football (UAFA) et opposant les meilleurs clubs des championnats arabes. Créée en 1982, la compétition change d'appellation à plusieurs reprises, entre 2002 et 2003 le Tournoi du Prince Faysal ben Fahad, ensuite, entre 2004 et 2009 la Ligue des champions arabes, lors de la saison 2012-2013 Coupe de l'UAFA, Championnat arabe en 2017, Coupe Cheikh Zayed 2018, Coupe du Roi Mohamed VI en 2020 et Coupe du Roi Salman en 2023.  

## Histoire

### 1981-2001: Coupe arabe des clubs champions

#### 1981-1988: Les clubs arabes d'Asie en tête
L'Union des associations arabes de football (UAFA) a décidé de créer une compétition pour les champions des pays arabes à la fin de la saison 1979-80. Les champions nationaux des pays membres de le nom de Coupe arabe des clubs champions, a débuté le 19 juin 1981 avec les champions libanais d'Al Nejmeh Beyrouth battant les champions jordaniens d'Al-Ahli Amman 2-1. Jamal Al-Khatib d'Al Nejmeh a été le buteur du premier but de l'histoire de la Coupe des clubs champions arabes. Al Nejmeh et Al Shorta Bagdad ont disputé la finale inaugurale en février 1982, Al Shorta s'imposant 4-2 sur l'ensemble des deux matches au stade Al-Shaab de Bagdad pour être couronnés premiers vainqueurs de la Coupe arabe des clubs champions.
La compétition n'a pas eu lieu l'année suivante mais a repris en 1984 dans un format à élimination directe, et Al Ittifaq Dammam a remporté le premier titre pour un club saoudien cette année-là. Avec le nombre de participants augmentant d'année en année, l'UAFA a introduit des tours préliminaires qui ont précédé le tournoi final à élimination directe, avant de changer le format du tournoi final en 1987 pour un tournoi en deux phases : une phase de groupes suivie d'une phase à élimination directe. L'UAFA a également commencé à autoriser les pays à avoir plus d'un participant en 1987, avec deux clubs saoudiens (Al Ittihad et Al Hilal) et deux clubs irakiens (Al Rasheed et Al-Jaish) en compétition.
Al-Rasheed SC d'Irak a dominé la compétition pendant ces années, devenant la première équipe à remporter trois titres consécutifs en 1985, 1986 et 1987, tandis qu'Al Ittifaq a reconquis son titre en 1988. De 1981 à 1988, aucun club arabe  d'Afrique n'a réussi à remporter le tournoi et tous les vainqueurs étaient des clubs arabes d'Asie.

#### 1989-2001: Équilibre entre les clubs arabes d'Afrique et d'Asie
Enfin, un club africain est devenu champion de la Coupe arabe des clubs champions pour la première fois, il s'agit de l'édition 1989, grâce au Wydad AC du Maroc qui a battu le club d'Al-Hilal d'Arabie saoudite en finale sur le score de 3 buts à 1. La même année, l'UAFA a fondé une nouvelle compétition annuelle qui se tiendrait parallèlement à la Coupe des clubs champions arabes ; elle s'appelait la Coupe arabe des vainqueurs de coupe, qui était une compétition pour les vainqueurs de coupe des pays arabes, avec un format similaire à celui de la Coupe des champions arabes. En 1990, l'UAFA a introduit la Supercoupe arabe qui était une compétition annuelle à élimination directe entre les vainqueurs et les finalistes de la Coupe des champions et de la Coupe des coupes.
De 1989 à 2001, il y a eu six vainqueurs africains et cinq vainqueurs asiatiques. Quatre des onze vainqueurs pendant cette période étaient d'Arabie saoudite, tandis que l'ES Tunis a remporté la première victoire pour une équipe tunisienne en 1993, Al Ahly SC est devenu le premier champion égyptien en remportant l'édition 1995, WA Tlemcen a remporté le premier titre de l'Algérie après avoir remporté l'édition 1998, ainsi qu'Al Sadd Doha qui a remporté le premier sacre pour un club qatari, il s'agit de l'édition 2001.

### 2002-2003: Tournoi du Prince Faysal ben Fahad
En 2002, L'UAFA change le nom de la compétition en  Tournoi du Prince Faysal bin Fahad. Face au nombre croissant d'engagements auxquels sont confrontées les clubs arabes dans l'ère moderne, l'UAFA a décidé d'arrêter ses trois compétitions des clubs, il s'agit de la Coupe arabe des vainqueurs de coupe, la Supercoupe arabe et la Coupe des champions, et lancer la nouvelle compétition qui est l'unique tournoi des clubs de l'UAFA. Deux éditions du tournoi ont été disputées sous ce nom, Al Ahli d'Arabie saoudite avait remporté l'édition 2002 tandis que Zamalek SC s'est couronnée lors de l'édition 2003.

### 2004-2009: Ligue des champions arabes

Logo officiel de la Ligue des champions arabes

À partir de l'édition 2003-2004, ART Network est devenu le sponsor du tournoi et son directeur général des sports, Mohbi Eddine Saleh, s'est mis d'accord avec l'UAFA pour changer le nom du tournoi en Ligue des champions arabes pour que son nom soit similaire à celui d'autres tournois continentaux tels que la Ligue des champions de l'UEFA, la Ligue des champions de la CAF et la Ligue des champions de l'AFC, avec une compétition sur le long de la saison. Le Club sfaxien de Tunisie est devenu le premier vainqueur de l'ère de la Ligue des champions édition 2003-2004. La saison suivante, lors de l'édition 2004-2005, l'UAFA a réintroduit les finales aller-retour, qui n'avaient pas été utilisées depuis la toute première édition du tournoi.
Après la victoire d'Al Ittihad d'Arabie saoudite en 2004-2005 et du Raja CA du Maroc en 2005-2006, l'ES Sétif d'Algérie est devenue la première équipe à remporter le titre à deux reprises de suite sous le nouveau format en s'adjugeant les éditions 2006-2007 et 2007-2008. La dernière édition de ce format de ligue des champions a été disputée en 2008-2009 et est remportée par l'ES Tunis de Tunisie.

### Coupe de l'UAFA
Après l'édition 2008/09, l'UAFA a rencontré des problèmes d'organisation dus à des problèmes avec le nouveau sponsor du tournoi. Cela a empêché le tournoi d'être organisé pendant trois ans jusqu'à ce qu'il réapparaisse à la saison 2012/13 sous le nouveau nom de Coupe de l'UAFA, unique édition avec ce nom, remportée par l'USM Alger d'Algérie, remportant ainsi son premier titre. Cependant, l'UAFA a ensuite rencontré les mêmes problèmes qu'avant, ce qui a conduit à une nouvelle interruption.

### Championnat arabe des clubs champions
La compétition a fait son retour en 2017, la nouvelle édition, elle s'est déroulée entièrement en Égypte sous le nom de Championnat arabe des clubs, avec 20 équipes en lice et la finale s'est jouée en un seul match marquant la fin des finales en aller-retour instaurées en ligue des champions arabes 2003/04. L'ES Tunis a été couronnée championne, ce qui en fait la 2e équipe la plus titrée de l'histoire de la compétition avec trois titres après l'équipe d'Al Rasheed d'Irak.

### Coupe du roi Cheikh Zayed
À partir de 2019 la Coupe ne reprend jamais son nom original de Coupe arabe des clubs champions, elle fut appelée Coupe du roi Cheikh Zayed en 2018/19, Coupe du roi Mohammed VI en 2019/20 puis Coupe du roi Salman en 2023 pour des raisons de sponsoring. Le nombre d'équipes a doublé pour atteindre 40, et la compétition a repris son format de phase de poules après le tour préliminaire puis élimination directe à partir des huitièmes de finale.
Sur les treize champions couronnés de 2002 à 2023, dix clubs victorieux sont d'Afrique et seulement trois clubs champions d'Asie, marquant la domination des clubs arabes d'Afrique.

## Format
Actuellement la compétition est disputée par 32 équipes participantes sur invitation de l'UAFA, qui s'affrontent en :
- deux tours préliminaires à élimination directe (aller et retour)
- phase de groupes
- 4 tours à élimination directe (aller et retour) : 16e tour, 8e tour, quarts de finale, demi-finales
- une seule rencontre finale

## Palmarès

### Palmarès par édition
| No                                 | #                                | Saison                           | Vainqueur                        | Finaliste                        | Score                            | Lieu                             |
| Coupe des clubs champions arabes   | Coupe des clubs champions arabes | Coupe des clubs champions arabes | Coupe des clubs champions arabes | Coupe des clubs champions arabes | Coupe des clubs champions arabes | Coupe des clubs champions arabes |
| ---------------------------------- | -------------------------------- | -------------------------------- | -------------------------------- | -------------------------------- | -------------------------------- | -------------------------------- |
| 1                                  | 1                                | 1982                             | Al Shorta                        | Al Nejmeh                        | 2 - 0 / 2 - 2                    | Bagdad                           |
| Non disputée en 1983               |                                  |                                  |                                  |                                  |                                  |                                  |
| 2                                  | 2                                | 1984                             | Al Ittifaq                       | Kénitra AC                       | Championnat                      | Dammam                           |
| 3                                  | 3                                | 1985                             | Al-Rasheed                       | USM El Harrach                   | Championnat                      | Bagdad                           |
| 4                                  | 4                                | 1986                             | Al-Rasheed SC (2)                | ES Tunis                         | Championnat                      | Tunis                            |
| 5                                  | 5                                | 1987                             | Al-Rasheed SC (3)                | Al Ittihad                       | 2 - 1ap                          | Riyad                            |
| 6                                  | 6                                | 1988                             | Al Ittifaq (2)                   | Club africain                    | 1 - 1, 4-2tab                    | Charjah                          |
| 7                                  | 7                                | 1989                             | Wydad AC                         | Al Hilal                         | 3 - 1                            | Marrakech                        |
| Non disputée en 1990 et 1991       |                                  |                                  |                                  |                                  |                                  |                                  |
| 8                                  | 8                                | 1992                             | Al Shabab                        | Al Arabi                         | 2 - 0ap                          | Doha                             |
| 9                                  | 9                                | 1993                             | ES Tunis                         | Al Muharraq                      | 3 - 0                            | Tunis                            |
| 10                                 | 10                               | 1994                             | Al Hilal                         | Al Ittihad                       | 0 - 0, 4 - 3tab                  | Riyad                            |
| 11                                 | 11                               | 1995                             | Al Hilal (2)                     | ES Tunis                         | 1 - 0                            | Riyad                            |
| 12                                 | 12                               | 1996                             | Al Ahly SC                       | Raja CA                          | 3 - 1                            | Le Caire                         |
| 13                                 | 13                               | 1997                             | Club africain                    | Al Ahly SC                       | 2 - 1ap                          | Tunis                            |
| 14                                 | 14                               | 1998                             | WA Tlemcen                       | Al-Shabab                        | 3 - 1                            | Djeddah                          |
| 15                                 | 15                               | 1999                             | Al-Shabab (2)                    | Al Jaish                         | 2 - 0                            | Le Caire                         |
| 16                                 | 16                               | 2000                             | CS Sfax                          | Al Jaish                         | 2 - 1ap                          | Djeddah                          |
| 17                                 | 17                               | 2001                             | Al Sadd                          | MC Oran                          | 3 - 1                            | Doha                             |
| Tournoi du Prince Faysal ben Fahad |                                  |                                  |                                  |                                  |                                  |                                  |
| 18                                 | 1                                | 2002                             | Al-Ahli                          | Club africain                    | 1 - 0                            | Djeddah                          |
| 19                                 | 2                                | 2003                             | Zamalek SC                       | Al Kuwait                        | 2 - 1                            | Le Caire                         |
| Ligue des champions arabes         |                                  |                                  |                                  |                                  |                                  |                                  |
| 20                                 | 1                                | 2004                             | CS Sfax (2)                      | Ismaily SC                       | 0 - 0, 4 - 3tab                  | Beyrouth                         |
| 21                                 | 2                                | 2005                             | Al Ittihad                       | CS Sfax                          | 2 - 1 / 2 - 0                    | Aller-retour                     |
| 22                                 | 3                                | 2006                             | Raja CA                          | ENPPI Club                       | 2 - 1 / 1 - 0                    | Aller-retour                     |
| 23                                 | 4                                | 2007                             | ES Sétif                         | Al-Faisaly                       | 1 - 1 / 1 - 0                    | Aller-retour                     |
| 24                                 | 5                                | 2008                             | ES Sétif (2)                     | Wydad AC                         | 1 - 0 / 1 - 0                    | Aller-retour                     |
| 25                                 | 6                                | 2009                             | ES Tunis (2)                     | Wydad AC                         | 1 - 0 / 1 - 1                    | Aller-retour                     |
| Non disputée entre 2010 et 2012    |                                  |                                  |                                  |                                  |                                  |                                  |
| Coupe de l'UAFA                    |                                  |                                  |                                  |                                  |                                  |                                  |
| 26                                 | 1                                | 2013                             | USM Alger                        | Al-Arabi SC                      | 0 - 0 / 3 - 2                    | Aller-retour                     |
| Non disputée entre 2014 et 2016    |                                  |                                  |                                  |                                  |                                  |                                  |
| Championnat arabe des clubs        |                                  |                                  |                                  |                                  |                                  |                                  |
| 27                                 | 1                                | 2017                             | ES Tunis (3)                     | Al-Faisaly                       | 3 - 2                            | Alexandrie                       |
| Non disputée en 2018               |                                  |                                  |                                  |                                  |                                  |                                  |
| Coupe Cheikh Zayed des clubs       |                                  |                                  |                                  |                                  |                                  |                                  |
| 28                                 | 1                                | 2019                             | ES Sahel                         | Al-Hilal                         | 2 - 1                            | Al Ain                           |
| Coupe du Roi Mohamed VI            |                                  |                                  |                                  |                                  |                                  |                                  |
| 29                                 | 1                                | 2020                             | Raja CA (2)                      | Al Ittihad                       | 4 - 4, 4-3tab                    | Rabat                            |
| Non disputée en 2021 et 2022       |                                  |                                  |                                  |                                  |                                  |                                  |
| Coupe du Roi Salman                |                                  |                                  |                                  |                                  |                                  |                                  |
| 30                                 | 1                                | 2023                             | Al Nassr                         | Al Hilal                         | 2-1                              | Taëf                             |

### Palmarès par club
| Rang | Club               | Victoires (éditions) | Finales perdues |
| ---- | ------------------ | -------------------- | --------------- |
| 1    | ES Tunis           | 3 (1993, 2009, 2017) | 2               |
| 2    | Al-Rasheed SC      | 3 (1985, 1986, 1987) | 0               |
| 3    | Al Hilal Riyad     | 2 (1994, 1995)       | 3               |
| 4    | Al-Shabab Riyad    | 2 (1992, 1999)       | 1               |
| 4    | CS Sfax            | 2 (2000, 2004)       | 1               |
| 4    | Raja CA            | 2 (2006, 2020)       | 1               |
| 7    | Ettifaq FC         | 2 (1984, 1988)       | 0               |
| 7    | ES Sétif           | 2 (2007, 2008)       | 0               |
| 9    | Al Ittihad FC      | 1 (2005)             | 3               |
| 10   | Wydad AC           | 1 (1989)             | 2               |
| 10   | Club africain      | 1 (1997)             | 2               |
| 12   | Al Ahly SC         | 1 (1996)             | 1               |
| 13   | Al Shorta Bagdad   | 1 (1982)             | 0               |
| 13   | WA Tlemcen         | 1 (1998)             | 0               |
| 13   | Al Sadd Doha       | 1 (2001)             | 0               |
| 13   | Al Ahly Djeddah    | 1 (2002)             | 0               |
| 13   | Zamalek SC         | 1 (2003)             | 0               |
| 13   | USM Alger          | 1 (2013)             | 0               |
| 13   | ES Sahel           | 1 (2019)             | 0               |
| 13   | Al Nassr           | 1 (2023)             | 0               |
| 21   | Al Jaish Damas     | 0                    | 2 (1999, 2000)  |
| 21   | Al-Faisaly Amman   | 0                    | 2 (2007, 2017)  |
| 23   | Al Nejmeh Beyrouth | 0                    | 1 (1982)        |
| 23   | Kénitra AC         | 0                    | 1 (1984)        |
| 23   | USM El Harrach     | 0                    | 1 (1985)        |
| 23   | Al Arabi Doha      | 0                    | 1 (1992)        |
| 23   | Al Muharraq Club   | 0                    | 1 (1993)        |
| 23   | MC Oran            | 0                    | 1 (2001)        |
| 23   | Al Kuwait Kaifan   | 0                    | 1 (2003)        |
| 23   | Ismaily SC         | 0                    | 1 (2004)        |
| 23   | ENPPI Club         | 0                    | 1 (2006)        |
| 23   | Al-Arabi SC        | 0                    | 1 (2013)        |

### Palmarès par nation
| Rang | Pays            | Victoires | Finales perdues |
| ---- | --------------- | --------- | --------------- |
| 1    | Arabie saoudite | 9         | 7               |
| 2    | Tunisie         | 7         | 5               |
| 3    | Algérie         | 4         | 2               |
| 4    | Irak            | 4         | 0               |
| 5    | Maroc           | 3         | 4               |
| 6    | Égypte          | 2         | 3               |
| 7    | Qatar           | 1         | 1               |
| 8    | Jordanie        | 0         | 2               |
| 8    | Koweït          | 0         | 2               |
| 8    | Syrie           | 0         | 2               |
| 9    | Bahreïn         | 0         | 1               |
| 9    | Liban           | 0         | 1               |

### Palmarès par continent
| Rang | Continent | Victoires | Finales perdues |
| ---- | --------- | --------- | --------------- |
| 1    | Afrique   | 16        | 14              |
| 2    | Asie      | 14        | 16              |